# Anstalten Vechta

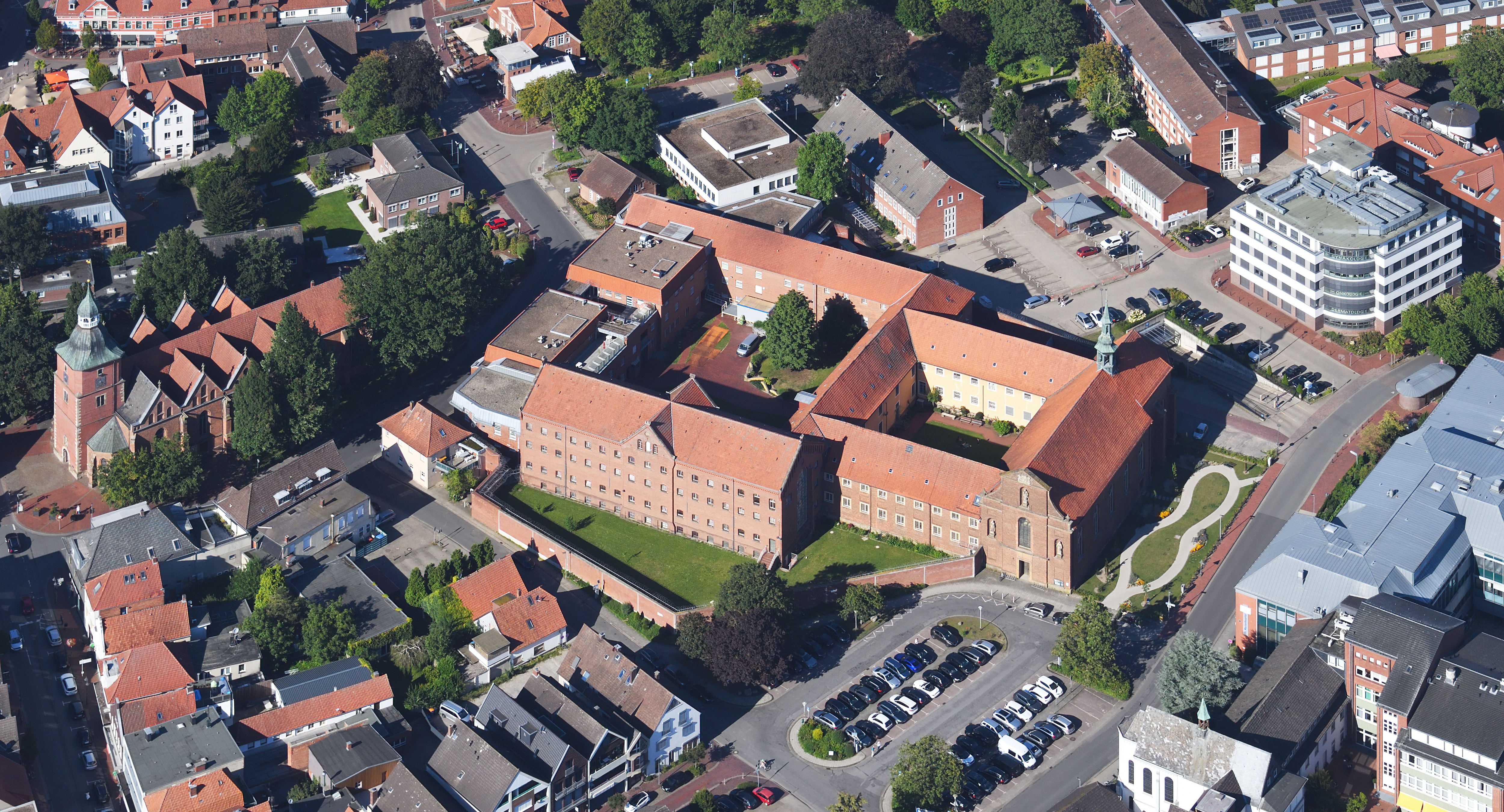
Anstalten i Vechta.

Anstalten Vechta (tyska: Justizvollzugsanstalt für Frauen Vechta) är en kvinnoanstalt i Vechta, Niedersachsen. Anstalten är ansvarig för nästan alla kvinnliga fångar i det tyska förbundslandet Niedersachsen, och har 168 anställda.
Platsens historia går tillbaka till ett franciskant kloster byggt 1640, som 1816 konverterades till ett tukthus. Sedan 1941 har flickor fänglats där, och sedan 1956 även vuxna kvinnor. Den är sedan 1991 även en anstalt för ungdomar.

## Fångar
- Christine Schürrer, dömd till livstids fängelse i Sverige för Arbogamorden 2008, flyttad från Anstalten Hinseberg 2012.[5]